# Pseudoflustra hincksi
Pseudoflustra hincksi är en mossdjursart som beskrevs av Arnold Girard Kluge 1946. Pseudoflustra hincksi ingår i släktet Pseudoflustra och familjen Smittinidae. Inga underarter finns listade i Catalogue of Life.